# Alois Vansteenkiste
Alois Vansteenkiste, né le 7 mai 1928 à Heule et mort le 27 septembre 1991 à Courtrai, est un coureur cycliste belge. Professionnel de 1950 à 1955, il a notamment remporté le championnat de Belgique sur route en 1953.

## Palmarès
- 1949
  - 2e de la Course des chats
- 1950
  - 4e étape du Tour de Belgique indépendants
  - 3e de Liège-Charleroi-Liège
- 1951
  - 2e étape du Tour de Luxembourg
- 1952
  - 1re étape du Tour de Lorraine
- 1953
  -  Champion de Belgique sur route
  - 3e de Escaut-Dendre-Lys

### Tour de France
1 participation
- 1951 : 62e

### Tour d'Italie
1 participation
- 1953 : 60e